# Operation Flashpoint: Cold War Crisis
Operation Flashpoint: Cold War Crisis (OFP) is een computerspel van het genre tactical shooter en virtueel slagveld, uitgebracht in 2001. Het speelt zich af op een aantal fictieve eilanden in het jaar 1985. In Operation Flashpoint wordt de speler in een aantal rollen geplaatst van NAVO manschappen. De speler moet het met hulp van een fictieve verzetsgroep FIA (Freedom Island Alliance) in een militaire operatie opnemen tegen Warschaupact troepen. Voor Operation Flashpoint zijn twee uitbreidingen uitgebracht: Gold Upgrade (waarin de speler operatie 'Red Hammer' speelt, vanuit Sovjetperspectief) en Resistance, waar nieuwe mogelijkheden in zitten en waarin de graphics van het spel verbeterd zijn. Je speelt in dit spel het verzet. Het belangrijkste van het spel, wat het onderscheidt van andere spellen, is het grote realisme in ballistiek en andere natuurkundige verschijnselen, simulatie van natuur en de (voor dat moment) enorme virtuele landschappen van circa 10x10 kilometer.

## Virtueel slagveld
In Operation Flashpoint kunnen meerdere spelers in één virtuele omgeving een gesimuleerde militaire operatie uitvoeren. Zoals niet ongebruikelijk, biedt Operation Flashpoint de mogelijkheid voor meerdere spelers om via een computernetwerk met (of tegen) elkaar in gevecht te gaan. Een bijzonder element waarin Operation Flashpoint voorziet, is dat de spelers in het spel plaats kunnen nemen in een willekeurig vervoermiddel als bestuurder, boordschutter, voertuigcommandant of als passagier. Het is niet zeker of Operation Flashpoint het éérste computerspel was dat deze functionaliteit aanbood, maar Operation Flashpoint was in elk geval een zeer succesvolle realisatie van een virtueel slagveld.

## Modificaties
Operation Flashpoint biedt ondersteuning voor modificatie door hobbyisten. Dergelijke modificaties staan ook wel bekend als een "mod", of "mods" in meervoud. Met een dergelijke modificatie kan het spel bijna volledig worden veranderd. Daarnaast biedt Operation Flashpoint de mogelijkheid van toevoegingen, in het Engels "add-on", of in meervoud "add-ons". Deze add-ons maken het mogelijk om met relatief weinig werk nieuwe elementen in het spel toe te voegen. In de loop van de jaren zijn honderden typen manschappen en materieel gemaakt als toevoeging voor Operation Flashpoint. In een hobbyproject genaamd "Lowlands Warrior" is ook een selectie manschappen en materieel van de Nederlandse Krijgsmacht gemaakt. Op basis van de licentievoorwaarden van Bohemia Interactive Studio worden alle Mods en Add-ons kosteloos als download aangeboden.

## Gebruik voor trainingsdoeleinden
Het realisme, de schaal en de opzet van een virtueel slagveld trokken al snel de aandacht van militairen. Bohemia Interactive Studio begon medio 2001 in samenwerking met Coalescent Technologies Corporation aan de ontwikkeling van een educatief spel voor cognitieve training van militairen. Dit product werd door Coalescent "Virtual Battlefield Simulation 1" genoemd ofwel VBS1. Een kenmerkend technisch verschil tussen VBS1 en Operation Flashpoint is de mogelijkheid van VBS1 om een volledige virtuele operatie op te slaan en later weer af te spelen. Deze functie staat bekend als After Action Review, ofwel AAR. 21 mei 2004 werd VBS1 wereldwijd uitgegeven, waarbij ook particulieren de software konden bestellen. De afkorting bleef hetzelfde, maar de onderliggende naam wordt door Bohemia Interactive niet aangeduid als "Virtual Battlefield Simulation 1" maar als "Virtual Battlespace System 1" of "Virtual Battlespace 1".

## ArmA: Cold War Assault
In de zomer van 2011 werd Operation Flashpoint door Bohemia Interactive hernoemd naar ArmA: Cold War Assault, om zo geen verwarring met de naam "Operation Flashpoint" te veroorzaken en beter bij de ArmA serie te passen. Dit is omdat Codemasters volgens het contract met Bohemia Interactive 10 jaar eigenaar van het spel was (van 2001-2011). Codemasters blijft wel de rechten op de naam "Operation Flashpoint" behouden.

## Trivia
- Het spel is opgenomen in het boek 1001 Video Games You Must Play Before You Die van Tony Mott.